# Меррих'юїт
Меррих'юїт (рос. меррихьюит; англ. merrihueite; нім. Merrihueit m) — мінерал, лужний силікат заліза і магнію.

## Загальний опис
Хімічна формула: (K, Na)2(Fe, Mg)5[Si12O30].
Містить (%): SiO2 — 61,8; FeO — 23,7; MgO — 4,4; K2O — 3,8; Na2O — 2,0.
Домішки: Al2O3 (0,3); MnO (0,5); CaO (0,3).
Сингонія гексагональна.
Ізоструктурний з осумілітом.
Густина 2,87.
Колір зеленувато-синій.
Знайдений у вигляді включень у здвійникованому кліноенстатиті й клінобронзиті метеоритів.
За прізв. дослідника метеоритів К.М.Меррих'ю (C.M. Merrihue), R.T.Dood, W.R. von Schmul, U.B.Marvin, 1965.